# Andreas Krogh
Andreas Jens Krogh (Oslo, 9 luglio 1894 – Oslo, 26 aprile 1964) è stato un pattinatore artistico su ghiaccio norvegese.

## Palmarès

### Individuale
| Evento               | 1912 | 1914 | 1915 | 1920 | 1935 |
| -------------------- | ---- | ---- | ---- | ---- | ---- |
| Giochi olimpici      |      |      |      | 2°   |      |
| Campionati norvegesi | 1°   | 1°   | 1°   |      | 1°   |

### Coppie
(con Astrid Nordsveen)
| Evento               | 1914 |
| -------------------- | ---- |
| Campionati norvegesi | 1°   |